# یکی هست
یکی هست نخستین آلبوم رسمی مرتضی پاشایی است که در پاییز سال ۱۳۹۱ منتشر شد و پاشایی با انتشار این آلبوم به شهرت رسید. این آلبوم تا زمان مرگ وی تنها آلبوم او بود که به طور رسمی منتشر شده بود.

## فهرست آهنگ‌ها

کاور آلبوم یکی هست

| شماره قطعه | نام قطعه           | ترانه‌سرا                    | آهنگساز      | تنظیم          | مدت  |
| ---------- | ------------------ | --------------------------- | ------------ | -------------- | ---- |
| ۱          | «یکی بود یکی نبود» | مهرزاد امیرخانی             | مرتضی پاشایی | میلاد ترابی    | ۳:۴۶ |
| ۲          | «باید کاری کنی»    | مهرزاد امیرخانی             | مرتضی پاشایی | مرتضی پاشایی   | ۳:۵۳ |
| ۳          | «بیا برگرد»        | مهرزاد امیرخانی             | مرتضی پاشایی | میلاد ترابی    | ۴:۲۶ |
| ۴          | «نبض احساس»        | علی بحرینی                  | میلاد ترابی  | میلاد ترابی    | ۴:۳۵ |
| ۵          | «برو»              | مهرزاد امیرخانی             | مرتضی پاشایی | پازل بند       | ۳:۵۵ |
| ۶          | «به خدا»           | مهرزاد امیرخانی             | مرتضی پاشایی | پیمان عیسی‌زاده | ۳:۴۹ |
| ۷          | «خاطره‌ها»          | مهرزاد امیرخانی             | مرتضی پاشایی | مرتضی پاشایی   | ۳:۰۰ |
| ۸          | «دقیقه‌های آخر»     | مهرزاد امیرخانی             | مرتضی پاشایی | مرتضی پاشایی   | ۴:۲۰ |
| ۹          | «عشق یعنی این»     | مهرزاد امیرخانی، علی بحرینی | میلاد ترابی  | میلاد ترابی    | ۴:۲۶ |
| ۱۰         | «دیدی»             | مهرزاد امیرخانی             | مرتضی پاشایی | مرتضی پاشایی   | ۳:۴۴ |
| ۱۱         | «آرزو»             | مهرزاد امیرخانی             | مرتضی پاشایی | مرتضی پاشایی   | ۳:۰۷ |
| ۱۲         | «یکی هست»          | مهرزاد امیرخانی             | مرتضی پاشایی | مرتضی پاشایی   | ۳:۱۶ |

## قطعه «یکی هست»
قطعه یکی هست معروفترین اثر مرتضی پاشایی به حساب می‌آید که مرتضی پاشایی با انتشار آن به شهرت رسید. او یکی هست را در سال ۱۳۸۹ به صورت قطعه تک آهنگ منتشر کرد و به علت استقبال بی شمار مردم از این آهنگ، پاشایی نام اولین آلبوم خود را یکی هست گذاشت و قطعه یکی هست را در آن قرار داد. مرتضی پاشایی در مورد این آهنگ می‌گوید: این آهنگ باعث آشنایی من و هوادارانم است.

## دست‌اندرکاران
- نوازندگان: مرتضی پاشایی، پیام طونی، بهنام حکیم، مسعود همایونی، رضا تاج‌بخش، امیرمحمد نامجو راد
- ترانه‌سرایان: مهرزاد امیرخانی و علی بحرینی
- تنظیم‌کنندگان: مرتضی پاشایی، میلاد ترابی، پازل بند و پیمان عیسی زاده
- آهنگ‌سازان: مرتضی پاشایی و میلاد ترابی
- تهیه‌کننده: مهدی کرد